# Trương Đức Nghĩa
Trương Đức Nghĩa là một tướng lĩnh trong Quân đội nhân dân Việt Nam, hàm Trung tướng, nguyên Phó Giám đốc Học viện Quốc phòng

## Thân thế và binh nghiệp
Trước năm 2010, ông từng giữ chức vụ: Sư đoàn trưởng Sư đoàn 315, 
Năm 2010, ông được bổ nhiệm làm Sư đoàn trưởng Sư đoàn 2, 
Năm 2012, ông được bổ nhiệm làm Chỉ huy trưởng Bộ chỉ huy quân sự tỉnh Bình Định thuộc Quân khu 5
Tháng 11 năm 2014, ông được bổ nhiệm làm Phó Tham mưu trưởng Quân khu 5.
Tháng 11 năm 2015, ông được điều động giữ chức Cục trưởng Cục Cứu hộ Cứu nạn
Năm 2016, ông được thăng quân hàm Thiếu tướng.
Ngày 26 tháng 4 năm 2018, ông được Thủ tướng Nguyễn Xuân Phúc bổ nhiệm giữ chức Phó Giám đốc Học viện Quốc phòng.
Năm 2020, ông được thăng quân hàm Trung tướng
Tháng 7 năm 2022, ông nghỉ chờ hưu